# José Antonio Galán
José Antonio Galán, né en 1749 à Charalá, mort le 1er février 1782 à Santa Fe de Bogota, est une figure emblématique de l'histoire de la Colombie.
Il est considéré comme le symbole de la lutte des groupes sociaux les plus faibles de la société colombienne. Il a été à la tête de la révolte des Comuneros, soulèvement des habitants de la vice-royauté de Nouvelle-Grenade contre les autorités espagnoles en 1781.